# 澤田篤樹
澤田 篤樹（さわだ あつき、1996年10月7日 - ）は、東京都世田谷区出身のサッカー選手。獨協大学體育會サッカー部所属。ポジションは、ミッドフィールダー（MF）。

## 来歴
流通経済大学付属柏高校3年生時には、第93回全国高等学校サッカー選手権大会に出場。優秀選手の一人に選ばれた。
高校を卒業後、湘南ベルマーレの練習に参加を続け、2015年8月に湘南へアマチュア契約で正式に加入。公式戦出場はなく、同年シーズン終了後に契約満了で退団した。
湘南退団後は、獨協大学でプレーしている。

## 所属クラブ
- 2003年 - 2008年 桜町スポーツクラブ
- 2009年 - 2011年 FCトリプレッタ
- 2012年 - 2014年 流通経済大学付属柏高等学校
- 2015年8月 - 同年12月  湘南ベルマーレ
- 2016年 - 獨協大学

## 個人成績
| 国内大会個人成績 | 国内大会個人成績 | 国内大会個人成績 | 国内大会個人成績 | 国内大会個人成績 | 国内大会個人成績 | 国内大会個人成績 | 国内大会個人成績 | 国内大会個人成績 | 国内大会個人成績 | 国内大会個人成績 | 国内大会個人成績 |
| 年度             | クラブ           | 背番号           | リーグ           | リーグ戦         | リーグ戦         | リーグ杯         | リーグ杯         | オープン杯       | オープン杯       | 期間通算         | 期間通算         |
| 年度             | クラブ           | 背番号           | リーグ           | 出場             | 得点             | 出場             | 得点             | 出場             | 得点             | 出場             | 得点             |
| 日本             | 日本             | 日本             | 日本             | リーグ戦         | リーグ戦         | リーグ杯         | リーグ杯         | 天皇杯           | 天皇杯           | 期間通算         | 期間通算         |
| ---------------- | ---------------- | ---------------- | ---------------- | ---------------- | ---------------- | ---------------- | ---------------- | ---------------- | ---------------- | ---------------- | ---------------- |
| 2015             | 湘南             | 29               | J1               | 0                | 0                | -                | -                | 0                | 0                | 0                | 0                |
| 通算             | 日本             | 日本             | J1               | 0                | 0                | -                | -                | 0                | 0                | 0                | 0                |
| 総通算           | 総通算           | 総通算           | 総通算           | 0                | 0                | -                | -                | 0                | 0                | 0                | 0                |